# Chetina setigena
Chetina setigena är en tvåvingeart som först beskrevs av Camillo Rondani 1861.  Chetina setigena ingår i släktet Chetina och familjen parasitflugor. Inga underarter finns listade i Catalogue of Life.